# Alessandro Infanti
Alessandro Infanti (Latisana, 1º agosto 1985) è un cestista italiano.

## Carriera
Il 28 settembre 2010 viene ingaggiato in Serie A dalla Scandone Avellino, con la quale aveva svolto la preparazione precampionato. Il 3 agosto 2011 gli irpini lo confermano per la stagione sportiva 2011-12, in cui ha giocato mediamente 19,4 minuti a partita.
Dopo i due anni trascorsi nella massima serie, nell'ottobre 2012 scende a Montichiari nel campionato di DNC.
Nell'estate 2015 torna a Cento, dove aveva già militato nella stagione 2006-07.
Viene ingaggiato dalla Winterass Omnia Basket Pavia per la stagione 2016-17, serie C Gold, con cui conquista la Coppa Lombardia 2016. Dopo la parentesi a Chiusi in serie C1, torna a Pavia ingaggiato dalla Edimes Sanmaurense, seconda realtà cittadina.
Con la Edimes Sanmaurense raggiunge il primo anno i playoff (eliminati da Voghera), nella stagione seguente con la compagine pavese raggiunge le semifinali promozione dopo aver eliminato al primo turno Morbegno, e fermandosi però contro la Marnatese.
Nella stagione 2022/2023 conquista sempre con l'Edimes Sanmaurense Pavia, la promozione nella nuova C Regionale, dopo la vittoria su Luino per 67-66. Con la compagine pavese raggiunge poi il terzo posto finale nel campionato di C Silver, terminando la regular season con 253 punti segnati in 22 apparizioni sul parquet (11,5 pt a partita).

## Palmarès
- Campione Serie B1 (2005)
- Coppa Italia Serie B (2015)
- Coppa Lombardia (2016)
- Campionato C Silver Lombardia (2023)